# Liste des clochers-murs du Territoire de Belfort
Cet article recense les édifices religieux du Territoire de Belfort, en France, munis d'un clocher-mur.

## Liste
- Cravanche , église Notre-Dame-du-Perpétuel-Secours